# John Lea
John Lea är en left realist-kriminolog och professor, verksam vid Crime and Conflict Research Centre på Middlesex University i Storbritannien. Hans forskning kretsar kring polisarbete, organiserad brottslighet, företagsbrottslighet och den historiska utvecklingen av brott och rättsvårdande institutioner.
Lea tog en Bachelor of Science i nationalekonomi vid institutionen London School of Economics and Political Sicence på University of London, följt av en Master of Science i Economics and Social Policy.
Det främsta vetenskapliga bidraget Lea framfört är grundläggandet av skolbildningen Left Realism som han gjorde tillsammans med Jock Young, Roger Matthews, Richard Kinsey och Geoff Pearson.

## Publikationer
- Fine, B., Kinsey, R., Lea, J., Picciotto, S. & Young, J. (eds) (1979) Capitalism and the Rule of Law, London: Hutchinson
- Lea, J. & Young, J. (1981) "The Riots in Britain 1981" In: Cowell, D., Jones, T. & Young, J. (eds) Policing the Riots, London: Junction
- Lea, J. & Young, J. (1982) "Race and Crime", Marxism Today, August pg.38-39
- Lea, J. & Young, J. (1984) What Is To Be Done About Law and Order — Crisis in the Eighties. Harmondsworth: Penguin. (Pluto Press revised edition: 1993) ISBN 0-7453-0735-3
- Kinsey, R., Lea, J. & Young, J. (1986). Losing the Fight Against Crime. London: Blackwell. ISBN 0-631-13721-1
- Lea, J. (1986) 'Police Racism: some theories and their policy implication' in Matthews, R. & Young, J. (eds) Confronting Crime, London: Sage Publications.
- Jones, T., Lea, J. & Young, J. (1987) Saving the Inner City: The First Report of the Broadwater Farm Survey, London: Middlesex Polytechnic
- Lea, J., Matthews, R. & Young, J. (1987) Law and Order: Five Years On, London: Middlesex Polytechnic, Centre for Criminology
- Lea, J. (1987). ”Left Realism: A Defense”. Contemporary Crises 11:  sid. 357–370.
- Lea, J., Jones, T., Woodhouse, T. & Young, J. (1989) Preventing Crime: The Hilldrop Environmental Improvement Survey, Enfield: Centre for Criminology, Middlesex Polytechnic
- Painter, K., Lea, J., Woodhouse, T. & Young, J. (1989) The Hammersmith and Fulham Crime and Policing Survey, London: Middlesex Polytechnic, Centre for Criminology
- Lea, J. (1999). ”'Social Crime Revisited'”. Theoretical Criminology 3 (3):  sid. 307–325. doi:10.1177/1362480699003003003.
- Lea, J. (2002). Crime and Modernity: Continuities in Left Realist Criminology. London: Sage. ISBN 0-8039-7557-0